# Hans Nordenström

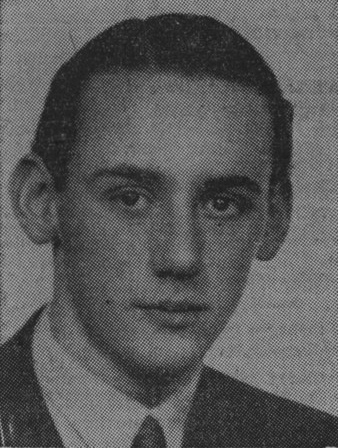
Hans Nordenström, 1948

Hans Josef Niklas Nordenström, född 11 maj 1927 i Stockholm, död där 9 november 2004, var en svensk arkitekt som också bidrog till tidskriften Blandaren.

## Utbildning
Nordenström, som var son till direktör Josef Nordenström och Inga Larsson, avlade arkitektexamen 1956, blev filosofie kandidat 1968, teknologie licentiat 1968 och teknologie doktor 1972. Han var arkitekt hos Erik och Tore Ahlsén 1956–1960, hos Paul Hedqvist 1961–1967 och bedrev egen arkitektverksamhet från 1967. Han var lärare vid Kungliga Konsthögskolan 1964–1970, vid Lunds universitet 1972–1975, gästföreläsare i England, USA, Ghana, Kenya och Kina från 1970 samt professor i arkitektur vid Chalmers tekniska högskola från 1975.

## Livsverk
Av Nordenströms uppdrag kan nämnas Ararat vid Moderna museet 1975, Venedigbiennalen 1976, projekt inom World Academy of Art and Science 1986–1992 och Genius Loci på Gotland 1993. Han blev hedersledamot av Kungliga Akademien för de fria konsterna 1988. Han höll separatutställningar från 1961 och är representerad på bland annat Nationalmuseum, Moderna museet och Göteborgs konstmuseum. Han författade skrifter i bland annat arkitektur, konst, semiotik och ekologi.